# Scarpe (fiume)
La Scarpe è un fiume della regione Alta Francia, appartenente al bacino del Reno. Sorge a Berles-Monchel, presso Aubigny-en-Artois, per sfociare nella Schelda a Mortagne-du-Nord. Fra le località più importanti che esso tocca vi sono Douai e Saint-Amand-les-Eaux.

## Geografia
Misura 112 km di cui i due terzi sono canalizzati. La canalizzazione comincia a partire da Arras, all'altitudine di 55 m, e comprende 19 chiuse che coprono un percorso di 66 km e un dislivello di una quarantina di metri. Questo tratto del fiume è diviso in tre segmenti:
- la Scarpe superiore, da Arras a Corbehem (23 km);

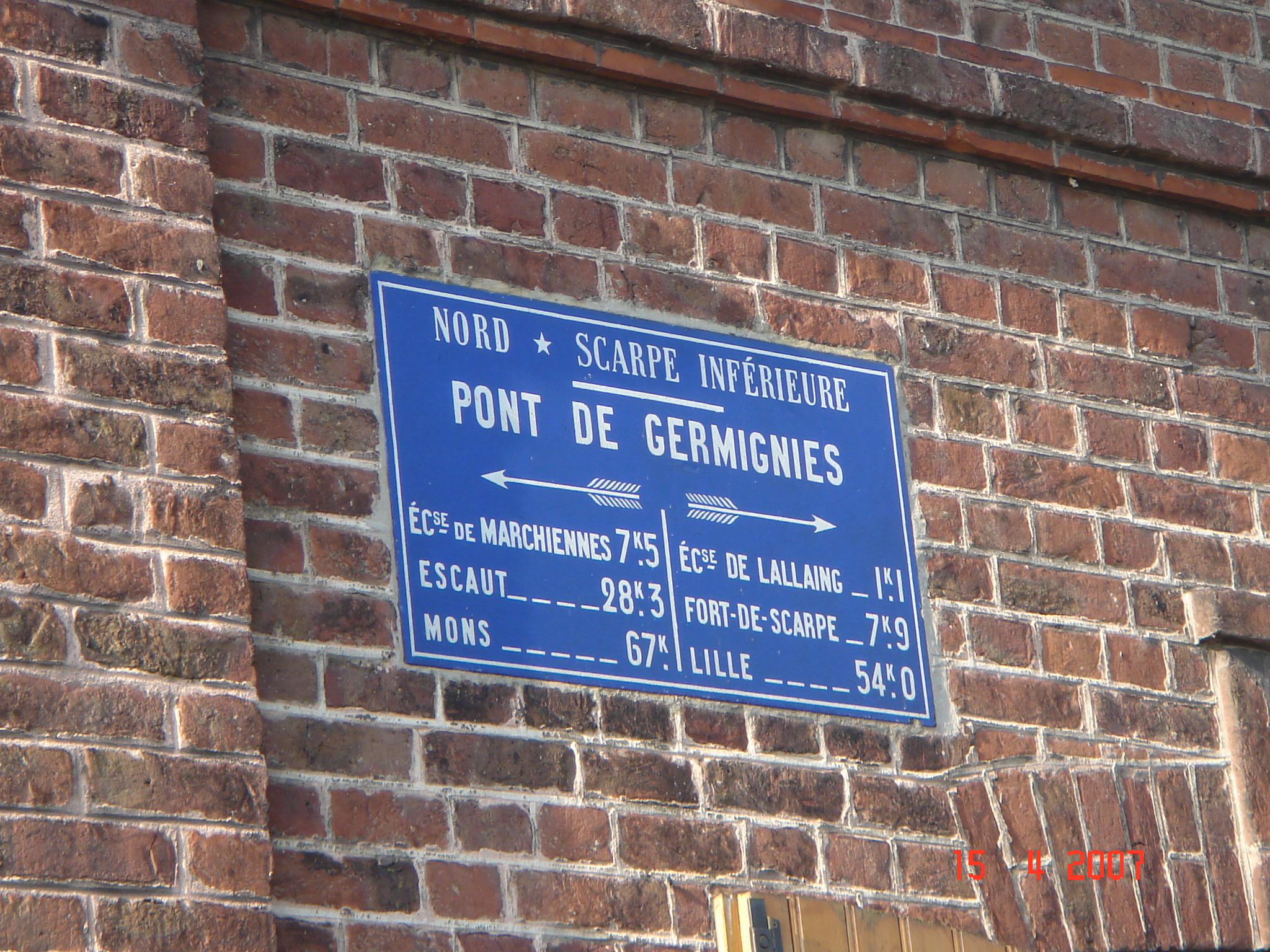
Placca sul Pont de Germignies
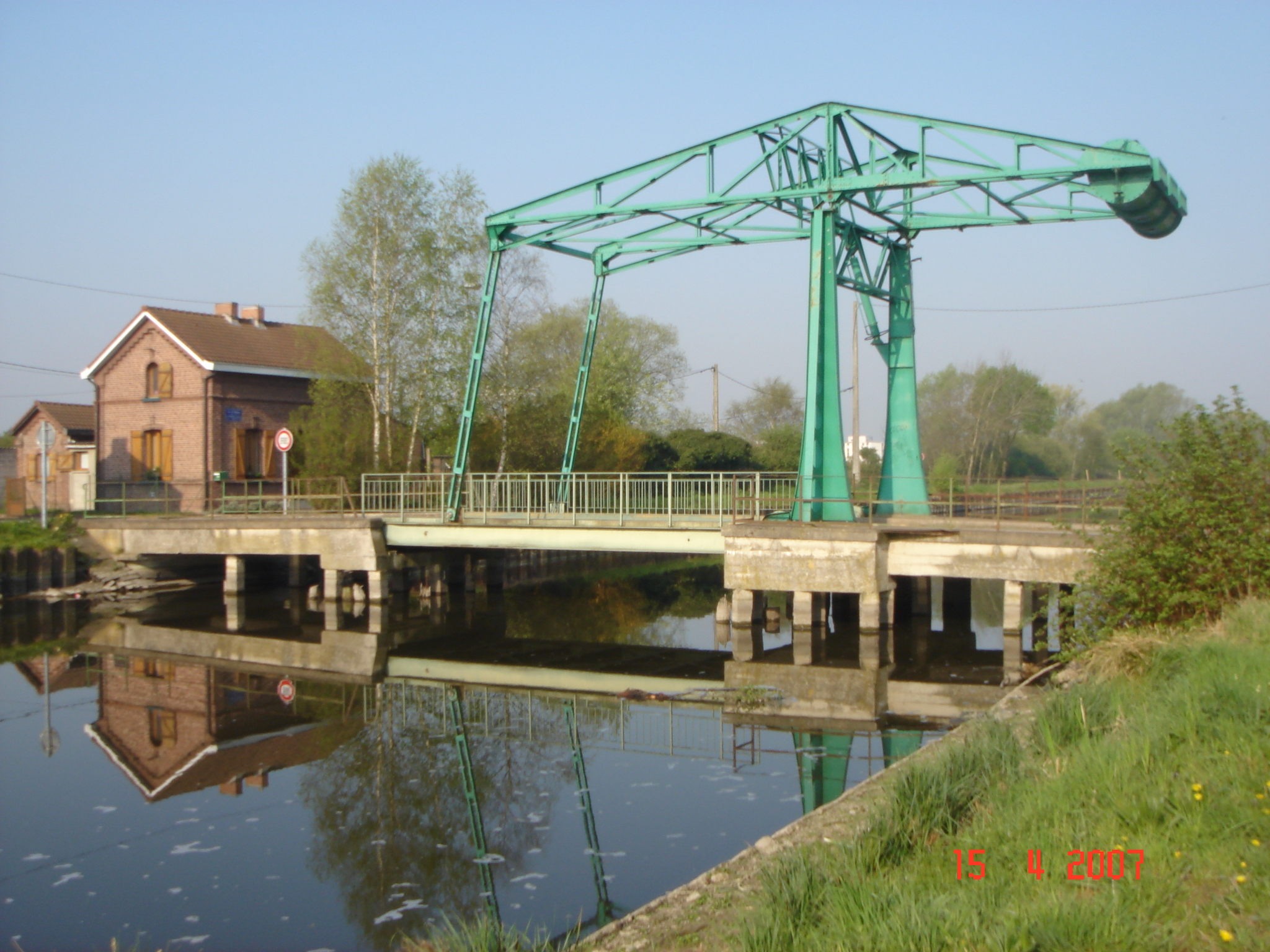
la media Scarpe, da Corbehem a Fort de Scarpe (7 km), antico forte del tipo Vauban costruito tra il 1670 e il 1672 a nordest di Douai;
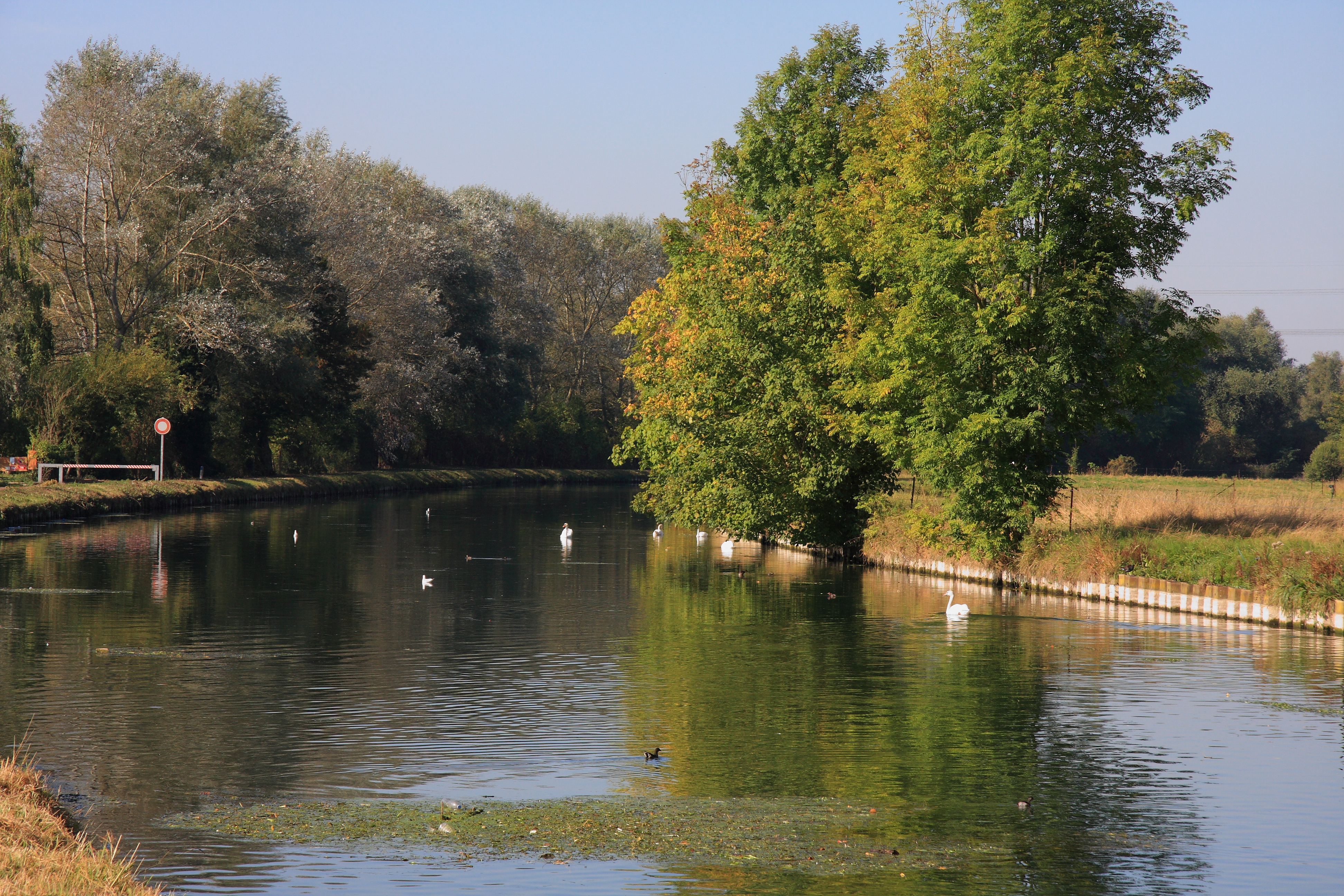
la Scarpe inferiore, da Douai a Mortagne-du-Nord, dove sfocia nella Schelda (38 km).
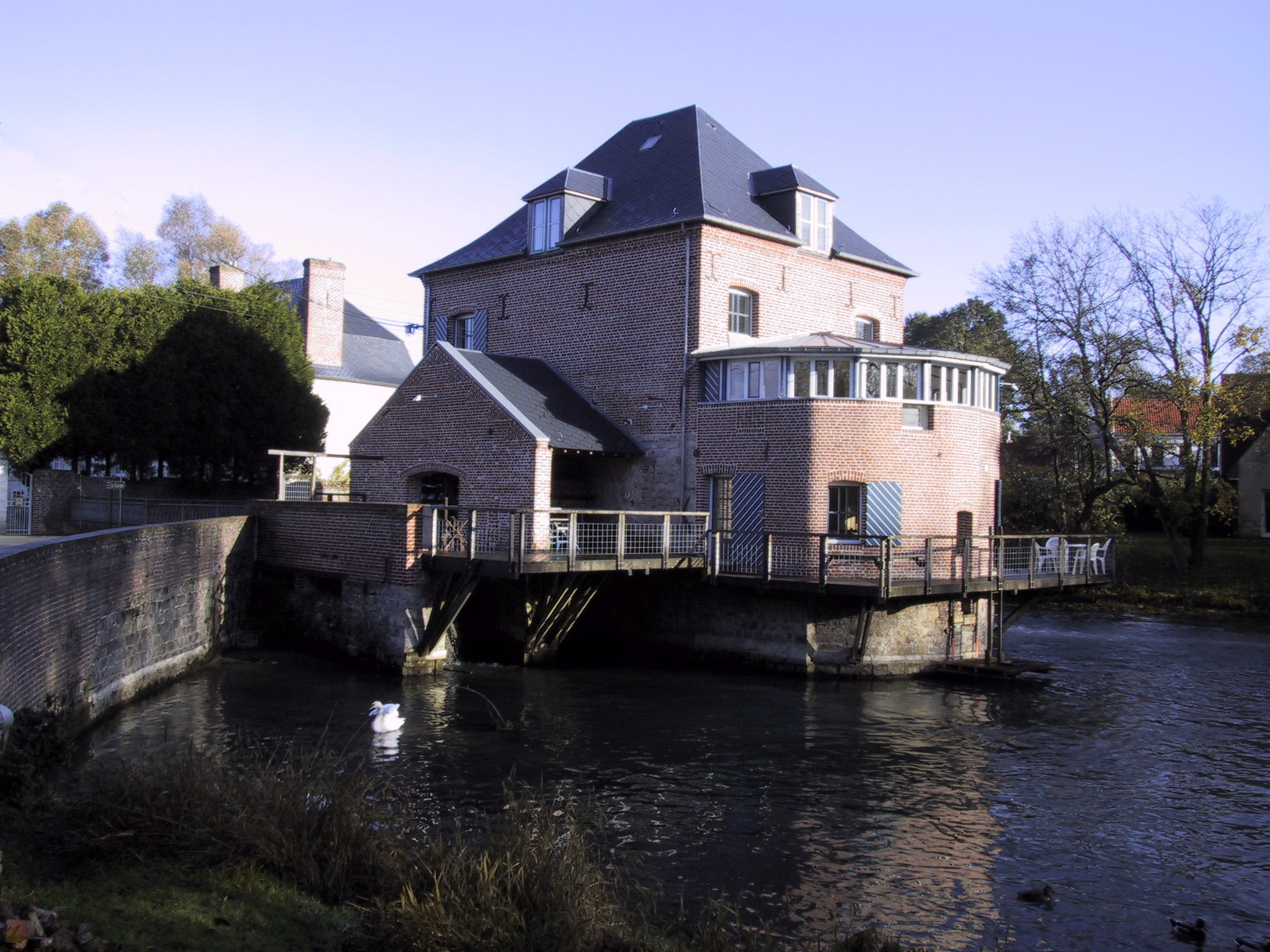
Le Moulin de Louez su la Scarpe a Duisans
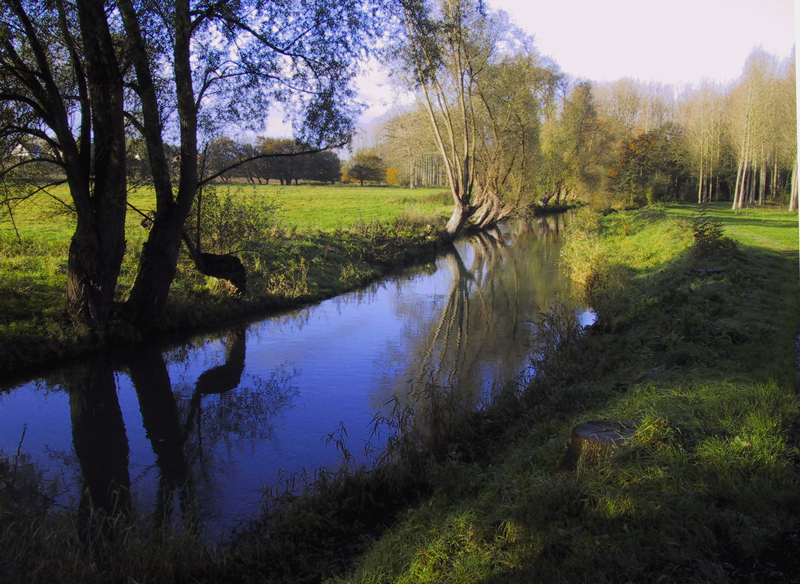
La Scarpe, a Louez-lès-Duisans
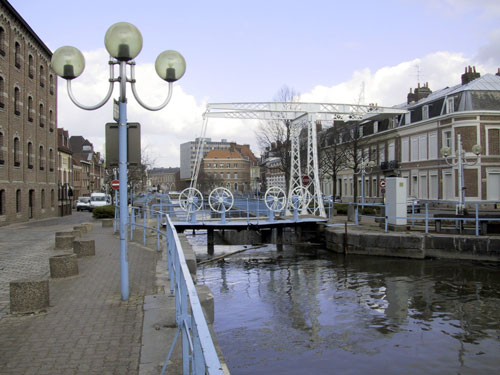
La Scarpe a Douai

Una derivazione fra Corbehem e Flers-en-Escrebieux congiunge il fiume con il canale a grande portata fra Dunkerque e la Schelda.